# Nehlsen
Die Nehlsen AG ist die Konzernobergesellschaft der Nehlsen-Gruppe, einem Entsorgungsunternehmen mit Hauptsitz in Bremen.
Die Nehlsen AG befindet sich über die Panta Re AG, Bremen (altgriechisch: panta rhei = alles fließt) im Besitz von Peter Hoffmeyer.

## Geschichte
1923 gründete Karl Nehlsen ein Fuhrgeschäft in Bremen-Grohn, das er mit Pferd und Wagen betrieb. Wegen der schlechten Entsorgungssituation wurden die Entsorgungsdienstleistungen für die Stadt Vegesack ausgeschrieben. Diese übernahm Nehlsen Ende 1928. In den 1930er Jahren wurden Abfälle aus Privathaushalten, von Geschäftshäusern und öffentlichen Gebäuden abgefahren. Mit der Gebietsreform von 1939 vergrößerte sich das zu entsorgende Gebiet.
Nach dem Zweiten Weltkrieg wurde die Müllabfuhr mit neuen Spezialfahrzeugen durchgeführt, die trotz schwieriger Umstände besorgt werden konnten. 1949 trat der älteste Sohn des Firmengründers, Dieter Nehlsen, in das Unternehmen ein und erweiterte es um den Bereich Güterfernverkehr.
In den 1970er Jahren wurden mehrere Niederlassungen gegründet. Nehlsen betrieb eigene Sortier- und Kompostieranlagen und übernahm die systematische Schiffsmüllentsorgung, die Nehlsen in den Bremer Häfen einführte.
Nach der Wiedervereinigung investierte Nehlsen in den neuen Bundesländern. Es entstanden neue Niederlassungen. International engagiert sich Nehlsen in Angola, in den Osteuropäischen Ländern und Asien. Anfang der 1990er Jahre wurde Nehlsen Partner des Dualen Systems Deutschland.
Mitte 2001 wurde die vormalige Holding in eine Aktiengesellschaft umgewandelt. Vorstandsvorsitzender wurde Peter Hoffmeyer, der 2004 bis 2008 auch Präsident des Bundesverbandes der Deutschen Entsorgungswirtschaft ist. Hoffmeyer ist seit 2006 außerdem Mitglied im Präsidium des Bundesverbandes der Deutschen Industrie (BDI).

## Produkte und Dienstleistungen
- Abfallsammlung und Wiederaufbereitung
- Kanalreinigung und -sanierung
- Öl- und Fettabscheidung
- Handel mit Sekundärrohstoffen
- Straßenreinigung, Winterdienst
- Schädlingsbekämpfung
- Services

## Sonstiges
Das Institut für Energie- und Kreislaufwirtschaft an der Hochschule Bremen GmbH wurde von Nehlsen und der Hochschule Bremen Anfang 2001 als Public Private Partnership gegründet. Es gibt außerdem weitere Public Private Partnerships.
2018 wurde das F&E-Projekt Seeoff unter Beteiligung von Nehlsen gestartet, um Strategien zum Abbau bzw. dem Repowering und Recycling von Offshore-Windparks zu untersuchen.